# Emma Kete
Pour les articles homonymes, voir Kete.
Emma Jillian Kete, née le 1er septembre 1987 à Auckland, est une joueuse néo-zélandaise de football évoluant au poste d'attaquante.

## Biographie

### Carrière internationale
Le 4 février 2007, Kete fait ses débuts internationaux avec les Ferns contre l'Australie. Le 11 avril 2007, elle marque son premier but international en équipe nationale, contre les îles Salomon (victoire 8-0), lors de la Coupe d'Océanie 2007. La Nouvelle-Zélande remporte la compétition et se qualifie donc pour la Coupe du monde 2007, pour laquelle Kete n'est pas sélectionnée.
En juillet 2008, elle est sélectionnée pour disputer le Tournoi olympique organisé à Pékin, lors duquel elle participe aux trois matches de groupe.
Lors de la Coupe d'Océanie 2010, elle joue par deux fois et remporte son deuxième titre continental, grâce auquel les Néo-Zélandaises se qualifient pour la Coupe du monde 2011. Si elle fait partie des joueuses sélectionnées pour le mondial, elle doit en revanche se contenter du banc des remplaçants.
En 2012, elle joue encore à six reprises avec l'équipe nationale, mais n'est pas sélectionnée pour les Jeux Olympiques de Londres. Bien qu'elle n'ait joué plus aucun match international pendant trois ans, elle est sélectionnée pour la Coupe du monde 2015, en restant sur le banc des remplaçantes. 
Par la suite, lors d'un tournoi en Australie (la Coupe des Nations), en février - mars 2019, elle rejoue en sélection après sept ans sans aucun match international, puis se voit sélectionnée pour la Coupe du monde 2019 organisée en France.

## Palmarès
- Vainqueur de la Coupe d'Océanie en 2007 et 2010 avec l'équipe de Nouvelle-Zélande

## Vie privée
Emma Kete est ouvertement lesbienne.